# 白山水库 (建平)
白山水库位于中国辽宁省朝阳市建平县白山乡，是以灌溉为主，兼有防洪、养殖等功能的中型水库。白山水库水渠长2千米，灌溉面积1566.67公顷，是建平县内运行情况较好、渠系较完整的中型灌区。